# Sokkel (geologie)
Met sokkel (beter bekend onder de Engelse naam basement), grondgebergte, kristallijn moedergesteente of kristallijn basement wordt in de geologie het hardere gesteente aangeduid dat onder afzettingsgesteentes, gesedimenteerd in bekkens, te vinden is. Dit is doorgaans metamorf gesteente, stollingsgesteente of een combinatie. 
In Europa komt dit er meestal op neer dat gesteentes ouder dan het Perm als sokkel of basement worden aangeduid, omdat deze tijdens de Hercynische orogenese zijn gedeformeerd en/of gemetamorfoseerd.
Als ergens de sokkel aan het oppervlak komt, spreekt men van een geologisch massief. Deze zijn het gevolg van tektonische opheffing ter plaatse. Meestal zijn de jongere sedimentaire gesteenten op deze plek weggeërodeerd.
De term is eigenlijk verouderd, er is door geologisch onderzoek gebleken dat het gemakkelijk is de metamorfe of stollingsgesteentes over één kam te scheren. Het onderscheid wordt vooral gebruikt in de sedimentologie en exploratiegeologie; metamorf gesteente is niet interessant genoeg voor olie- en gaswinning en bevat geen sedimentaire structuren.